# La Crosse (Florida)
La Crosse è un comune degli Stati Uniti d'America, situato nello Stato della Florida, nella Contea di Alachua.